# Ignacio de Luzán
Ignacio de Luzán Claramunt de Suelves y Gurrea (Zaragoza, 28 de marzo de 1702-Madrid, 19 de mayo de 1754) fue un escritor y crítico español, principal teorizador de las ideas del Neoclasicismo en España.

## Biografía
Nació en el seno de una familia noble, pero quedó huérfano a los cuatro años y tuvo que trasladarse a vivir con diversos familiares, primero en Barcelona con su abuela (1706) y luego en Palma de Mallorca (1715) con un tío por parte de madre que era eclesiástico.
Viajó de joven con él por Italia, estudiando en Milán y en la Universidad de Catania, donde se graduó en Filosofía y se doctoró en Leyes en 1727. Dos años después, muerto su tío, marchó a Nápoles para vivir con su hermano, que era Conde de Luzán y gobernador del Castillo de San Telmo y allí conoció a Gianbattista Vico, del que fue discípulo.
A su vuelta a España en 1733 se estableció en Monzón (Huesca) como administrador de la hacienda de su hermano, con periódicas visitas a Huesca, y se encuentra con un país prácticamente desconocido tras su largo periplo italiano. Bajo esta impresión escribirá y editará la primera edición de su famosa Poética (1737). En 1741 fue elegido miembro honorario de la Real Academia Española y al año siguiente supernumerario de la de la Historia, para ingresar al fin en esta 1745. También fue académico de la de Bellas Artes de San Fernando.
Muy influido por la Ilustración que había conocido más en Italia que en España, estuvo siempre próximo a la Corte y fue nombrado secretario de la embajada de España en Francia entre 1747 y 1750; al año siguiente relataría esta experiencia en sus Memorias literarias de París. Esta estancia de tres años fomentó en él los modos y gustos de la Corte francesa, especialmente en la literatura. A su regreso ocupó otros varios cargos oficiales, como el de tesorero de la Real Biblioteca y fue miembro de la Academia del Buen Gusto.La Poética de Luzán decidió decisivamente la culminación del nuevo estilo, pese a la opinión de Leandro Fernández de Moratín, que decía que "celebrada de los muy pocos que quisieron leerla y se hallaban capaces de conocer su mérito, no fue estimada del vulgo de los escritores".
Fue nombrado miembro de la Academia de Buenas Letras de Barcelona y murió el 19 de mayo de 1754.

## Obra
Luzán es conocido sobre todo por su monumental tratado sobre teoría literaria, La Poética o reglas de la poesía en general y de sus principales especies, que si bien salió en 1737 se mostró definitivamente influyente en una segunda edición en 1789, póstuma e impresa por Eugenio de Llaguno y Amírola, corregida y aumentada. Esta segunda edición acentuaba los rasgos neoclásicos de su estética suprimiendo muchos de los numerosos elogios a la literatura del Siglo de Oro de la primera y ha sido considerada el modelo teórico de la poética neoclásica en la literatura española y sin duda el más influyente en el siglo XVIII.
La obra se divide en cuatro libros. El primero trata sobre el "Origen, progresos y esencia de la Pôesía". El segundo, sobre la "Utilidad y deleite della". El tercero sobre "Poesía dramática" y el cuarto y último sobre "Poesía épica". Para él poesía es
Imitación de la Naturaleza en lo universal o en lo particular, hecha en verso para utilidad o para deleite de los hombres, o para uno y otro juntamente
No admite la poesía en prosa y la belleza es para él como "una luz y resplandor de la verdad que, iluminando nuestra alma y desterrando de ella las tinieblas de la ignorancia, la llena de suavísimo placer". Si la poesía no alecciona, no tiene razón de existir, porque la moral es la única verdad, así que el fin de la poesía existe, y es docente y moralizador, para depurar de las insanas pasiones o bien para enseñar las virtudes cívicas y morales necesarias a toda buena sociedad. El fin de la poesía, pues, coincide con el de la Filosofía Moral y no es independiente de la misma. Nada hay más lejos de su pensamiento que l'art pour l'art. El criterio del arte neoclásico, claro pero idealizador, es "el buen gusto".
También es esta obra una crítica del teatro clásico español del Siglo de Oro (más en la segunda edición que en la primera): es partidario de observar con rigor la distinción entre los géneros, pese a lo cual no deja de apreciar a algunos autores como Lope de Vega, Pedro Calderón de la Barca, Agustín Moreto y Francisco de Rojas Zorrilla por su arte de interesar a los espectadores y por su poder de invención, de lo cual se hizo eco otro gran preceptista del siglo XVIII, el helenista Pedro Estala. Lo que tienen de desarreglado las obras del teatro clásico español es la disposición, (una construcción poco racional, disparatada a veces, o que mezcla diversos materiales temáticos) y la elocución, demasiado hinchada. Analiza los defectos del teatro barroco atribuyéndolos al desconocimiento de la preceptiva artística clásica. Critica las infracciones a la regla de las tres unidades, la mezcla tragicómica, la inverosimilitud de la fábula o argumento, los errores contra la historia, la geografía y la cronología, la presencia inadecuada del gracioso en determinadas obras o situaciones, el uso de la música en el teatro y, sobre todo, rechaza la inmoralidad de la mayoría de las piezas áureas. En la poesía épica alaba a Homero como modelo universal y censura en la épica moderna el empleo de la mitología pagana, ya que la epopeya:
Debe servir de instrucción, especialmente a los reyes y capitanes... y proponer la idea de un perfecto héroe militar.
Es decir, su finalidad es primordialmente ejemplar y didáctica. Las fuentes de la Poética de Luzán son muy amplias, pero principalmente italianas: Della perfetta poesia de Ludovico Antonio Muratori y los comentaristas de Aristóteles, pero también L’Art Poétique de Boileau, la preceptiva grecolatina clásica (Poética y Retórica de Aristóteles, Epistola ad Pisones de Horacio), los especialistas en poética españoles como el Pinciano y Francisco Cascales, y otros autores de muy secundaria importancia.
Se interesó especialmente por el teatro escribiendo traducciones y adaptaciones de obras como La clemencia de Tito, de Pietro Metastasio, La razón contra la moda, una comédie larmoyante o comedia lacrimógena del maestro del género, Nivelle de la Chaussée. Es autor también de una comedia propia, La virtud coronada, escrita en 1742 para ser representada en el Ayuntamiento de Monzón. Como poeta compuso anacreónticas, romances burlescos, sonetos (algunos traducidos del italiano), la canción A la conquista de Orán, Leandro y Hero y El juicio de París, fábula épica dedicada a la entrada de Fernando VI en Madrid en 1746. La Giganteida es un poema paródico de la épica culta que se inspira en el Poema de las locuras y necedades de Orlando de Quevedo. Hizo un intento inconcluso de versificar la Biblia y redactó además una Retórica de las conversaciones, un Tratado de ortografía española y un Método breve para enseñar y aprender las lenguas.